# 殷焕先
殷焕先（1913年11月13日—1994年11月19日），字孟非，别号居养室主人、蜀友室客，笔名齐中、徐兹，男，江苏六合人，中国汉语语言学家，山东大学教授。九三学社社员。

## 生平
1913年11月13日生于江苏省六合县。幼年丧父，在叔父德仁公的严厉督促下开始了国学启蒙。1936年考入国立中央大学中文系，受教于马宗霍、胡小石、缪凤林、赵少咸等先生。1937年11月随校西迁至重庆沙坪坝。1940年中央大学毕业后，赴云南国立西南联合大学报考研究生，因误期暂在曲靖府中学短期任教，继而考取北京大学文科研究所硕士研究生。导师罗常培，副导师唐兰、袁家骅，校外导师王力（清华大学）。1942年任西南联合大学、北京大学中文系研究助教。1943年任国立云南大学中文系讲师。1945年任国立四川大学中文系讲师。1946年到山东大学工作，任中文系副教授。1952年晋升教授，兼任语言教研室主任。1953年兼任系副主任。1955年受聘为中国科学院语言研究所兼职研究员。1956年任山东省方言普查工作委员会副主任。1957年被划为右派分子，1978年得以平反。1994年11月19日在济南逝世。

## 社会兼职
担任中国语言学会首届理事，全国高校文字改革研究会顾问，中国音韵学研究会理事、顾问，中国语文现代化学会顾问，华东地区修辞学会顾问，华中理工大学语言研究所客座教授，山东省语言学会第一届副理事长、第二届理事长，山东省方言研究会会长，山东省古文字研究会会长等职。

## 贡献
殷焕先主要从事古声韵、语法和文字的研究，在文字改革、方言普查、推广普通话和语言教学等方面颇多建树。曾参与制订《汉字简化方案》《汉语拼音方案》《暂拟现代汉语语法教学体系》。

## 著作
著有《字调和语调》《反切释要》《汉字三论》等。